# Leucophenga fenchihuensis
Leucophenga fenchihuensis är en tvåvingeart som beskrevs av Toyohi Okada 1987. Leucophenga fenchihuensis ingår i släktet Leucophenga och familjen daggflugor.
Artens utbredningsområde är Taiwan. Inga underarter finns listade i Catalogue of Life.